# 淡路市立北淡中学校
淡路市立北淡中学校(あわじしりつ ほくだんちゅうがっこう)は兵庫県淡路市浅野神田にある日本の公立学校である。

## 概要
淡路市の北西部、旧北淡町の市街地である富島と育波の中間地点に位置している。旧北淡町域で唯一の小学校である淡路市立北淡小学校の真横にある本校も旧北淡町域で唯一の中学校である。

## 歴史
- 2004年 (平成16年) - 北淡町立北淡東中学校、北淡町立北淡西中学校が統合、北淡町立北淡中学校が創立。
- 2005年 (平成17年) - 淡路市立北淡中学校と改称。
- 2007年 (平成19年) - 環境教育実践推進校事業指定校。
- 2008年 (平成20年) - 国語力向上のための実践研究事業指定校。
- 2009年・2010年 (平成21・22年) - ひょうご学力向上推進プロジェクト推進校。
- 2011年 (平成23年) - 北淡地区人権教育研究会兼あさひプロジェクト道徳授業研修会。
- 2013年 (平成25年) - 創立10年を迎える。
- 2015年・2016年・2017年 (平成27・28・29年) - ひょうご学力向上推進プロジェクト学びサポート協力校。
- 2019年 (令和元年) - 兵庫県道徳教育実践研究事業道徳教育研究発表会[1]。

## 部活動

### 運動部
- 野球部
- バスケットボール部
- 剣道部
- バレーボール部

### 文化部
- 吹奏楽部
- 美術部

## 北淡町立北淡東中学校
淡路市北西部、旧北淡町市街地の富島地区内、兵庫県立淡路高校の真横に位置する。1963年北淡町立育波中学校、北淡町立室津中学校が統合して北淡町立北淡東中学校が開校。2004年の北淡町立北淡西中学校との統合による廃校後は、山本光学株式会社北淡工場として活用されている。

## 北淡町立北淡西中学校
淡路市北西部、旧北淡町市街地の育波地区内に位置する。1963年に北淡町立富島中学校、北淡町立仁井中学校、北淡町立野島中学校、北淡町立浅野中学校が統合して北淡町立北淡西中学校が開校。2004年の北淡町立北淡東中学校との統合による廃校後は、校舎は解体され、その跡地は北淡荘養護老人ホームとして、校庭は北淡西スポーツセンターグラウンドとして活用されている。1965年に行われた北淡西中学校のグラウンド造成工事の際に縄文時代早期から平安時代にかけての土器が発掘され、育波堂の前遺跡と名付けられる。育波堂の前遺跡はかなり長く人が居住した集落の遺跡で、現在も北淡西スポーツグラウンドの隅に「縄文式土器出土之地」と彫られた石碑が残っている。

## 通学区域
- 淡路市立北淡小学校 - 仁井、小田、舟木、長畠、久野々、野島蟇浦、野島常盤、野島轟木、野島大川、野島平林、野島江崎、野島貴船、富島、石田、小倉、浅野南、浅野神田、斗ノ内、育波、黒谷、生田田尻、生田畑、生田大坪、室津[6]

## 通学区域が隣接している学校
- 淡路市立岩屋中学校
- 淡路市立東浦中学校
- 淡路市立津名中学校
- 淡路市立一宮中学校

本校は淡路市内の中学校で唯一、淡路市内のすべての中学校区域に接している通学区である。

## アクセス
- 神戸淡路鳴門自動車道　北淡ICから車で6分
- 浅野バス停(あわ神あわ姫バス)から徒歩7分